# United (Suriname)
United is een Surinaams merk voor activiteiten voor het bedrijfsleven en nieuws. Het is gevestigd in Zorg en Hoop (Paramaribo). Het ontstond in 2003 met de oprichting door Edward Lee van het zakelijke tijdschrift United Business Magazine. 
Centraal staat de nieuwswebsite United News, dat op nummer 75 staat van meest bezochte websites in Suriname (stand 2018). Vanaf deze website is er ook toegang tot de andere activiteiten.

## Merknamen
Tot het United horen de volgende submerken:
- United News: nieuwswebsite
- United Business Magazine: zakelijk tijdschrift
- United Business Directory: bedrijvenregister
- United Business Idols: competitie van startende ondernemers
- United Business Fair: bedrijvenbeurs
- United Business App: applicatie met bedrijfs- en productinformatie

## Achtergrond

### United Newsals portaal
United News is de centrale nieuwswebsite vanwaaruit ook toegang is tot de andere activiteiten onder het merknaam United. Alle activiteiten worden ondersteund door het bedrijvenregister United Business Directory, dat zorgt voor de reclame-inkomsten van de activiteiten. Er zijn ruim tien medewerkers in dienst, waaronder vier journalisten. Het aantal medewerkers is daar  tijdens de organisatie van evenementen als Idols en de bedrijvenbeurs een veelvoud van.

### United Business Idols
De United Business Idols werd voor het eerst gehouden in 2006 en vindt ongeveer elke twee jaar plaats. Aanvankelijk mochten ook Nederlanders meedoen. Sinds 2010 is het evenement echter voorbehouden aan Surinamers van 25 tot 40 jaar oud. Aan de winnaar wordt een starterspakket van 10.000 Amerikaanse dollar uitgereikt. Het doel is om het ondernemersklimaat in Suriname te verbeteren, waarmee het volgens de organisatie slecht gesteld is (stand 2010).

### United Business Fair
De United Business Fair is een business-to-business-beurs en werd in 2011 voor het eerst gehouden. Het richt zich op onder meer bedrijvencontacten, en workshops voor startende ondernemers. De beurs trek bedrijven aan uit het binnen- en buitenland en kende in 2017 een Caribische editie.